# Koning voetbal dit EK
Koning voetbal dit EK is een lied van het Nederlandse muziekduo Charly Lownoise & Mental Theo en voetballer Wesley Sneijder. Het werd in 2021 als single uitgebracht.

## Achtergrond
Koning voetbal dit EK is geschreven door Theo Nabuurs, Ramon Roelofs, Jasper Diks en Billy Witbraad. Het is een nummer uit het genre happy hardcore. In het lied bezingt Sneijder wat voor goede voetballer hij was en hoe goed hij nu is met voetbaltoto. Het lied was onderdeel van de reclamecampagne van het Nederlandse gokbedrijf TOTO Sport van de Nederlandse Loterij. Het lied was te horen in de reclame waar naast Sneijder en de twee dj's ook Jack van Gelder in te zien was. De reclame zelf werd beloond met een SAN Accent in de categorie Vrije tijd van Stichting Adverteerdersjury Nederland. Het lied werd uitgebracht en de reclame was te zien op de televisie rondom de periode dat Europees kampioenschap voetbal 2020 in 2021 (het was een jaar uitgesteld) plaatsvond. Van het lied was er naast de normale versie ook een TOTO versie gemaakt, welke op de B-kant van de single stond.
Het is het eerste lied van Wesley Sneijder, welke bekend is geworden als profvoetballer. Voor Charly Lownoise & Mental Theo was het de eerste (bescheiden) hitsingle sinds 2007, toen ze succes hadden met Wonderful Days 2.08, een nieuwe versie van hun grootste hit Wonderful Days.

## Hitnoteringen
Ondanks dat het veel te horen was tijdens de voetbalzomer van 2021, hadden de artiesten weinig succes met het lied in de Nederlandse hitlijsten. Er was geen notering in de Single Top 100 en ook de Top 40 werd niet bereikt. Er was wel de negentiende positie in de Tipparade.